# Wouter van der Weijden
Wouter van der Weijden (28 februari  1946) is een Nederlandse bioloog en natuurbeschermer. Hij was van 1976 tot 1982 wetenschappelijk medewerker aan de afdeling Milieubiologie van de Rijksuniversiteit Leiden. Sinds 1980 is hij directeur van de Stichting Centrum voor Landbouw en Milieu. Na 2000 was hij lid van diverse adviesraden op het grensvlak van landbouw, natuur, milieu en voeding.

## Jeugd
Van der Weijden groeide op in Amsterdam en volgde zijn gymnasium schoolopleiding aan het Christelijk Lyceum Buitenveldert. Hij was al op jonge leeftijd in vogels geïnteresseerd, en maakte gebruik van de Verkade-albums van natuurbeschermer-vogelkenner Jac. P. Thijsse, om deze op naam te brengen. Hij begon in 1964 aan de Vrije Universiteit Amsterdam zijn studie biologie die hij afrondde in 1976. Daar raakte hij sterk geboeid door de colleges van Karel Voous over biogeografie en natuurbescherming. Daarnaast deed hij een uitgebreid bijvak ecologie aan de Universiteit Leiden, waar hij ook colleges milieukunde volgde.

## Onderzoek
Tijdens zijn doctoraalstudie verrichtte Van der Weijden onderzoek aan diverse vogelsoorten. Hij ontdekte dat de roep van dwergooruilen inzicht kan geven in hun verwantschap. Op afstand werkte hij samen met de Amerikaan Joe T. Marshall, die dezelfde benadering toepaste, ook op andere uilensoorten. Het onderzoek droeg bij aan de latere splitsing van de grote groep uilen in de genera Otus (de soorten van de Oude Wereld) en Megascops (de soorten van de Nieuwe Wereld) en aan de splitsing van de Afrikaanse witwangdwergooruil in een noordelijke (Otus leucotis) en  zuidelijke soort (Otus granti). Tevens ontdekte Van der Weijden in 1971 een nieuwe uilensoort voor Senegal, de Afrikaanse bosuil Strix woodfordi.
In 1973 inventariseerde hij de gierzwaluwen van Amsterdam en ontdekte in welk type daken ze bij voorkeur broedden . Omdat dat daktype (mansardedak belegd met dakpannen) op zijn retour was door sloop en renovatie, sloeg hij alarm, onder meer in het blad Vogeljaar, over de toekomst van de populatie. Het trok wel de aandacht, maar kon niet voorkomen dat de achteruitgang door ging. Bij dit onderzoek kon hij zijn belangstelling voor ornithologie en natuurbescherming combineren. In hetzelfde jaar inventariseerde hij samen met Jaap Stoffels de broedvogels van het Vondelpark.
Ook later deed Van der Weijden onderzoeks- (en voorlichtings)projecten voor boeren, met name over weidevogels en ganzen. Samen met zes andere auteurs schreef hij het boek Farmland Birds across the World.

## Natuurbescherming
Van der Weijden was actief binnen Nederlandse natuurbeschermingsorganisaties. Zo maakte hij in de jaren 70 en 80 deel uit van een beweging die de natuurbescherming 'maatschappelijker' wilde maken, volgens de Functionele Natuurvisie. Tot de dragers van deze visie behoorden de Werkgroep Kritische Biologie en de afdeling Milieubiologie van de Universiteit Leiden, organisaties waar Van der Weijden deel van uitmaakte. Hij had met zijn belangstelling voor maatschappelijke vraagstukken, ethiek en filosofie oog voor veel meer dan de biologische aspecten van natuurbescherming. Hij zocht met name naar oplossingen om uit de gepolariseerde verhouding tussen natuurbeschermers en boeren te komen. Zijns inziens diende de landbouw zodanig te veranderen dat deze een geïntegreerd karakter krijgt, d.w.z. behalve aan voedselproductie ook bijdraagt aan natuur, landschap, recreatie en waterbeheer. Daarmee zou ook het schrikbeeld van natuurreservaten als eilandjes in een grote cultuursteppe op afstand worden gehouden. Die visie verwoordde hij in het boekje "Het dilemma van de Nationale Landschapsparken", in 1977 uitgegeven door de Stichting Natuur en Milieu. 
Daarna schreef hij samen met Leidse collega's op verzoek van de WRR een nieuwe toekomstvisie voor de Nederlandse landbouw onder de titel "Bouwstenen voor een geïntegreerde landbouw". Dat rapport sloeg aan op de Universiteit Wageningen en het ministerie van Milieu, maar minder bij het ministerie van Landbouw. Het was Van der Weijden's overtuiging dat dit soort duurzame landbouw niet louter van bovenaf maar van onderop tot stand moet worden gebracht door samenwerking tussen boeren en natuurbeschermers. Die overtuiging lag ten grondslag aan de oprichting van het Centrum voor Landbouw en Milieu.

## Werkgroep Kritische Biologie
Van 1973 tot 1980 was Van der Weijden actief in de Werkgroep Kritische Biologie van de Bond van Wetenschappelijke Arbeiders. Die werkgroep volgde kritisch de ontwikkeling en het gebruik van biologische onderzoek. De werkgroep zette zich onder meer in voor onderzoek naar geïntegreerde gewasbescherming in de tropen. Daarnaast waarschuwde ze voor milieukartering, meer speciaal natuurwaarderingskaarten, waarmee de kwaliteit van natuur(gebieden) in kaart werd gebracht. De groep vreesde dat de resultaten hiervan in de ruimtelijke ordening als smeerolie konden worden om ongewenste ontwikkelingen een groen tintje te geven. In plaats daarvan pleitte de werkgroep voor Milieueffectrapportages (MER). Die zouden niet moeten worden gemaakt in opdracht van de investeerder, maar van bedreigde partijen. Dat laatste voorstel bleek te hoog gegrepen. Meer succes had het voorstel van de werkgroep om een nieuwe organisatie op te richten die bruggen zou bouwen tussen boeren en natuur- en milieubeschermers. 

## Innovatie landbouw
In 1980 richtte Van der Weijden samen met anderen de Stichting Centrum voor Landbouw en Milieu (CLM) op. Daar werd hij directeur onderzoek en ontwikkeling. Van daar uit richtte hij in 1982 samen met andere natuurbeschermers en met plaatselijke boeren ook het Samenwerkingsverband Waterland op. Dat was, ook landelijk gezien, een doorbraak in een wereld die werd gekenmerkt door wantrouwen, polarisatie en "hectaregevechten" rond ruilverkavelingen.
Een van de successen van het CLM was de ontwikkeling van de mineralenboekhouding. Daarmee konden veehouders louter op basis van hun boekhouding, dus zonder fysieke metingen, de milieuscore van hun bedrijf berekenen voor wat betreft het verlies van stikstof en fosfaat.  Toen in 2001 de projectorganisatie van de Stichting CLM werd verzelfstandigd in CLM Onderzoek en Advies, bleef Van der Weijden directeur van de Stichting. Hij richtte zich onder meer op innovatie, bemiddeling en debat op terreinen als landbouw/natuur, veehouderij/klimaat, diergezondheid en biologische invasies.
Vanaf 2000 vroeg hij in diverse media aandacht voor de ontwikkeling dat steeds meer veehouders hun koeien het hele jaar op stal gingen houden, waardoor de koeien uit de wei dreigde te verdwijnen. Dit signaal werd gaandeweg  opgepakt door organisaties voor Dierenbescherming en milieubescherming, maar ook door de supermarkten en (zuivel)industrie. In 2013 waarschuwde hij samen met Herman Wijffels, Geert Mak en anderen dat deze ontwikkeling zou gaan versnellen door de beëindiging van de melkquotering in 2015. Vanaf 2008 was hij betrokken bij de organisatie van debatten in de Rode Hoed over de toekomst van de landbouw en ons voedsel.
Van 2002 tot  2014 was Van der Weijden voorzitter van de Stuurgroep Technology Assessment, later omgedoopt tot het Platform Landbouw, Innovatie en Samenleving (PLIS), een onafhankelijk gepositioneerd adviesorgaan van het Ministerie van Landbouw (later Economische Zaken). Dat Platform bracht rapporten en adviezen uit over thema's zoals gezonde voeding, de bollenteelt, de melkveehouderij, het infectie- en dierziektebeleid, de komende schaarste aan nutriënten en de geopolitiek kwetsbaarheid van de Europese landbouw. De waarschuwingen over fosfaatschaarste vonden weerklank.
Sinds 2010 is Van der Weijden lid van de Wetenschappelijke Raad voor Integrale Duurzame Landbouw en Voeding, een onafhankelijke denktank die verbindingen zoekt tussen duurzame landbouw en gezonde voeding.
In 2019 richtte hij een denktank op die zich bezighoudt met bevolkingsgroei en voedselzekerheid in Afrika. Samen met agrobioloog Henk Breman, gespecialsieerd in Afrika, en met demograaf Leo van Wissen publiceerde hij daarover een reeks artikelen.  

## Onderscheiding
Op 27 april 2012 ontving Van der Weijden uit handen van demissionair minister van Economische Zaken, Landbouw en Innovatie Maxime Verhagen de onderscheiding behorende bij de rang van Ridder in de Orde van Oranje-Nassau vanwege zijn aanhoudende, constructieve en onafhankelijke bijdrage aan een duurzame landbouw..

## Publicaties (selectie)
Van der Weijden publiceerde meer dan 100 artikelen, deels in wetenschappelijke tijdschriften maar vooral agrarische vakbladen, milieubladen en dagbladen. Ook schreef hij meer dan honderd columns in de landbouwbladen Nieuwe Oogst en Boerderij Vandaag. Daarnaast publiceerde hij samen met anderen vier boeken. Na zijn eerste publicaties over uilen schreef hij vooral over de relatie tussen landbouw en natuur/milieu, maar ook bijvoorbeeld over biologische globalisering.
Publicaties landbouw, natuur en milieu
- Weijden, W.J. van der, m.m.v. G.J. Baaijens, P.E. de Jongh, W.J. ter Keurs, H.A. Udo de Haes & A.N. van der Zande (1977). Het dilemma van de nationale landschapsparken. Reeks “Natuur en Milieu” nr. 9, Stichting Natuur en Milieu.
- Zande, A.N. van der, W.J. ter Keurs & W.J. van der Weijden (1980). The impact of roads on the densities of four bird species in an open field habitat – evidence of a long distance effect. Biological Conservation 18, pp. 299-231.
- Weijden, W.J. van der, H. van der Wal, H.J. de Graaf, N.A. van Brussel & W.J. ter Keurs (1984). Bouwstenen voor een geïntegreerde landbouw. WRR, Den Haag.
- Terwan, P., M. Ritchie, W. van der Weijden, G. Verschuur & J. Joannides (2004). Values of Agraririan Landscapes acrosse Europe and North America. Reed Busniness Information, Doetinchem.
- Wijffels, Herman, Jan Cees Vogelaar, Geert Mak, Joris Lohman & Wouter van der Weijden (2013). Hoe de koe uit de wei van Jorwerd zal verdwijnen. NRC Handelsblad 12 november 2013.
- Weijden, Wouter van der, Paul Terwan & Adriaan Guldemond (eds) (2010). Farmland Birds across the World. Lynx Ediciones, Barcelona.
- Snoo, G.R. de, Th.C.P. Melman, F.M. Brouwer, W.J. van der Weijden & H.A. Udo de Haes (2016, 2e druk 2017). Agrarisch natuurbeheer in Nederland - Principes, resultaten en perspectieven. Wageningen Academic Publishers, Wageningen.
- Rotgers, G., W.J. van der Weijden & J.W. Erisman (2018). Verzuring van bossen niet alleen door stikstof. Tijdschrift Milieu, pp. 37-41.

Rapporten over de kwetsbaarheid van het landbouwsysteem
- RIDL&V (2011). Naar een integrale benadering van duurzame landbouw en gezonde voeding. www.ridlv.nl
- W.J. van der Weijden (2011). The vulnerability of the European agriculture and food system for calamities and geopolitics - A stress test. Platform Agriculture, Innovation and Society, Culemborg.
- Weijden, W.J., E. Hees, T. Bastein & H.A. Udo de Haes (2014). Geopolitiek rond grondstoffen voor landbouw en voedsel. Platform Landbouw, Innovatie en Samenleving, Culemborg.
- Rougoor, C., G. Benedictus, J.C. Vogelaar, A. Loeber & W.J. van der Weijden (2014). Landbouw-gerelateerde infectieziekten. Verkenning van risico's in praktijk en lacunes in beleid. Platform Landbouw, Innovatie en Samenleving, Culemborg.
- W.J. van der Weijden (2016). Draadjeskaas. In: Aan Tafel! Tien visies op de toekomst van ons voedsel. Ministerie van Economische Zaken, Den Haag.

Publicaties biologische globalisering
- Weijden, W.J. van der, R. Leewis & P. Bol (2007). Biological Globalisation - Bio-invasions and their impact on nature, the economy and public health. KNNV Publishing, Utrecht.
- Weijden, W.J. van der & W.F.E. Reinhold (2018). Risico's van exoten voor landschappen. Landschap 35, pp. 167-175.

Publicaties vogels
- Weijden, W.J. van der (1975). Scops and screech owls: vocal evidence for a basic subdivision in the genus Otus (Strigidae). Ardea 63, pp. 65-77.
- Weijden, W.J. van der & H. Gin (1973). Owl voices. In: Burton, J.A. (ed.). Owls of the World, their evolution, structure and ecology,  Peter Lowe, London, pp. 201-209.
- Weijden, W.J. van der  (1974). Gierzwaluwen van Amsterdam in gevaar. Het Vogeljaar 22, pp. 765-770.
- Brander, P.W., J. Stoffels & W.J. van der Weijden (1974). De broedvogels van het Vondelpark sedert 1890. Het Vogeljaar 24, pp. 140-149.

Artikelen bevolkingsgroei en voedselzekerheid Afrika
- Breman, H. en W.J. van der Weijden (2022-2024). Een lange reeks Nederlands- en Engelstalige artikelen over de Afrikaanse landbouw, gepubliceerd op de website foodlog.nl
- Van Wissen, L. en W.J. van der Weijden (2023). Bevolkingsgroei en voedselzekerheid in Afrika. Demos 39, pp. 5-7.